# A Floresta do Amazonas
Obra de Heitor Villa-Lobos composta em 1958, uma de suas últimas composições.
Comissionada pela Metro Goldwin Mayer para trilha sonora do filme Green Mansions, de Mel Ferrer e estrelado por Audrey Hepburn e Anthony Perkins, o qual foi lançado no Brasil com o título A Flor que não Morreu. Villa-Lobos não ficou satisfeito com a edição e as modificações feitas na peça pelo também compositor Bronislau Kaper para sincronizá-la na película e decidiu transformá-la em uma suíte sinfônica. O filme foi um fracasso, mas o atrito entre Villa-Lobos e o estúdio de filmagem resultou no financiamento da gravação realizada em 1959, com o próprio autor regendo e a recém-aposentada e legendária soprano Bidu Sayão, mais adiante interpretada por Maria Lucia Godoy.
Algumas das canções para solista da obra, como a "Melodia Sentimental" e a "Canção de Amor", se tornaram das mais conhecidas do compositor, sendo interpretadas por cantoras líricas de renome, como Roberta Alexander e Kathleen Battle. Em 1989, a soprano Renée Fleming, ainda no início da carreira, gravou a suíte completa com regência de Alfred Heller. Em 1987, foi gravada uma criação livre sobre o original para piano, um dos inúmeros manuscritos inéditos de Villa-Lobos. Alguns cantores populares, como Maria Bethânia, Ney Matogrosso, Djavan e Zizi Possi, cantaram uma ou mais das canções em versões adaptadas.
Suite 1Na Floresta
- Abertura
- Cair da Tarde
- Exploração
- Antecipando Jobim
- Música de Rima
- Dança I
- Pássaros
- Canção de Amor
- Veleiro
- Dança II
- Melodia Sentimental

Improviso (sobre um fragmento da página 5)
- Abertura / Tema
- Improviso I
- Improviso II
- Volta ao Tema
- Final

Suite IIAlém da Floresta
- Prelúdio / Episódio da Lua
- Piano & Orquestra
- Tango
- Adagio a La Ravel
- Intermezzo (Igarapés)
- Cair da Tarde / Tempestade
- Final